# Sân bay Nogliki
Sân bay Nogliki (IATA: NGK, ICAO: UHSN) là một sân bay ở Nogliki, tỉnh Sakhalin, Nga.

## Hãng hàng không và điểm đến
| Hãng hàng không | Các điểm đến                  |
| --------------- | ----------------------------- |
| Aurora          | Khabarovsk, Yuzhno-Sakhalinsk |

## Thống kê
Nguồn: